# ڨ
Le gāf ‹ ڨ › est une lettre additionnelle de l’alphabet arabe utilisé aussi dans l’écriture du tamazight algérien, du khowar, du mandingue, de certaines variantes de l’arabe, et anciennement utilisé dans l’écriture du tchétchène. Parfois utilisée dans l’écriture du touareg et a été utilisée dans l’écriture du peul, elle est aussi prononcée par certaines tribus du sud de l’Arabie (Arabie saoudite et Yémen) bien que ces dernières utilisent à l’écrit la lettre « ق ».

## Utilisation

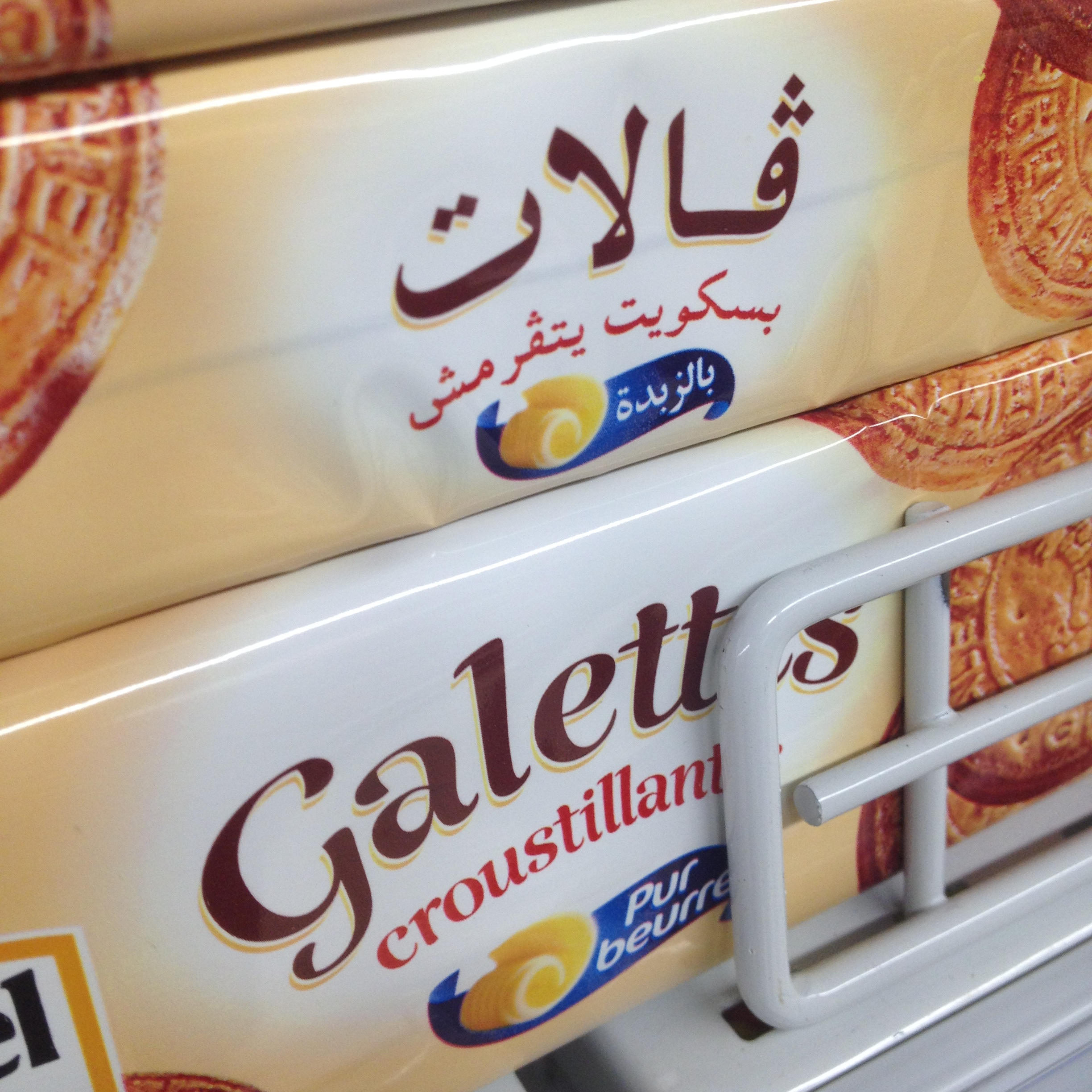
Emballage de ‹ ڨالات › « galettes », en arabe tunisien.

En arabe, ‹ ڨ › n’est pas utilisé pour la transcription de l’arabe standard moderne, mais peut l’être pour représenter une consonne occlusive vélaire voisée [ɡ] dans l'écriture, par exemple dans le dialecte algérien et tunisien. Il est par exemple utilisé dans l’écriture du nom ‹ بورڨيبة › « Bourguiba ». Au Maroc et dans l’Ouest algérien, le même son est représenté avec le kāf ouvert trois points suscrits‹ ݣ › ou encore le kāf ouvert trait suscrit ‹ گ ›.
En tamazight algérien écrit avec l’alphabet arabe, ‹ ڨ › représente une consonne occlusive vélaire voisée [ɡ] transcrite ‹ ⴳ › avec le tifinagh et ‹ g › avec l’alphabet latin.
En mandingue écrit avec l’alphabet arabe, ‹ ڨ › représente une consonne occlusive labio-vélaire voisée [ɡ͡b].

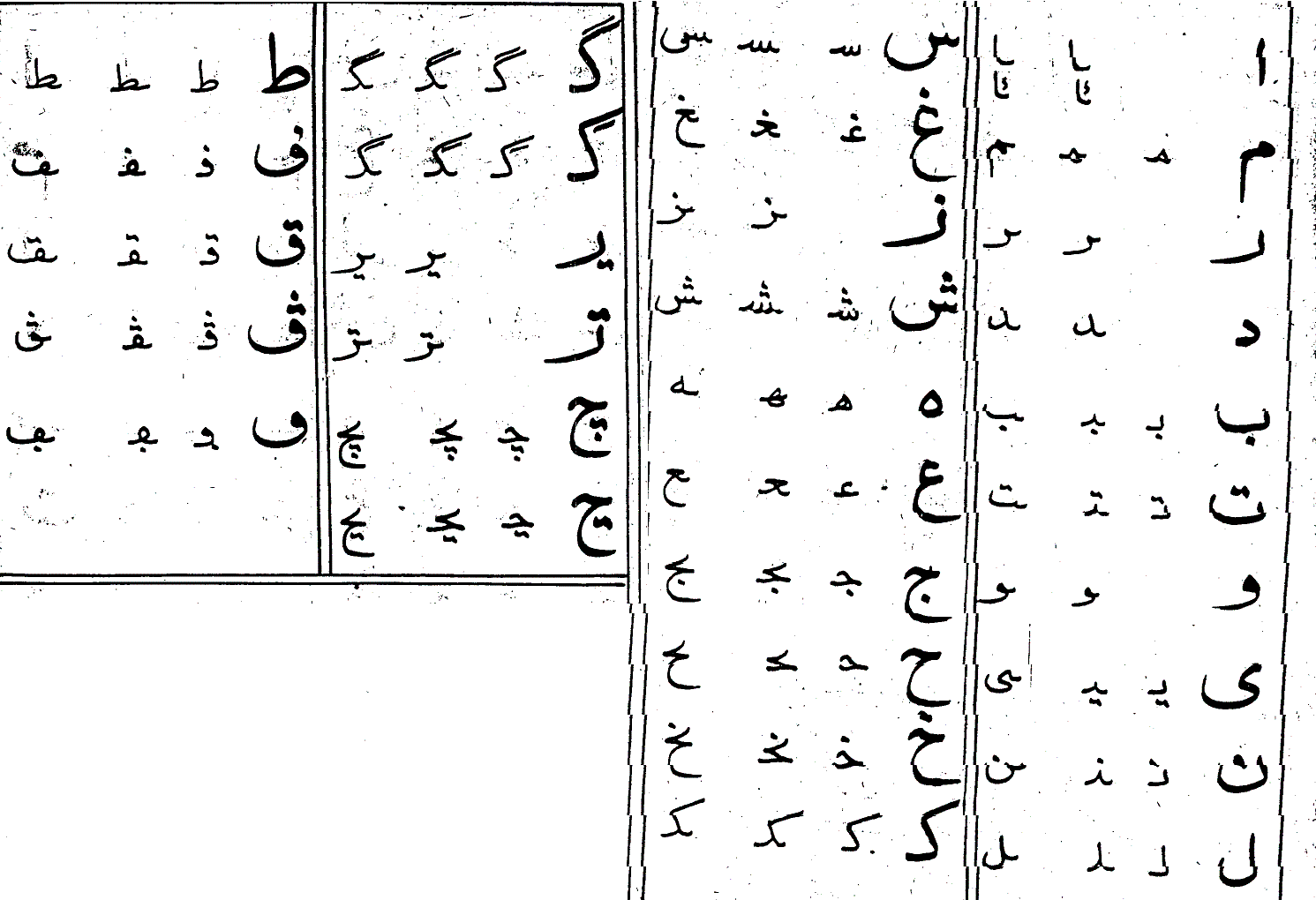
Alphabet arabe tchétchène de 1925.

En tchétchène écrit avec l’alphabet arabe, ‹ ڨ › représente une consonne occlusive uvulaire sourde aspirée [qʰ].
En touareg écrit avec l’alphabet arabe, ‹ ڨ › représente parfois une consonne nasale vélaire voisée [ŋ].
En peul écrit avec l’alphabet arabe, ‹ ڨ › représente une consonne nasale vélaire voisée [ŋ] ou parfois aussi, selon Arendorff en 1913, une consonne nasale palatale voisée [ɲ].